# Tsubasa o Motsu Mono
Tsubasa Wo Motsu Mono (翼を持つ者?  lit. Aquellos que tienes alas) (traducido como Tsubasa: el secreto de las alas) es la cuarta obra de la mangaka Natsuki Takaya. Consta de seis tomos, en cuyas portadas aparece la protagonista.

## Argumento
La historia está ambientada en el siglo XXII. La Tierra está desolada tras haber sufrido numerosas guerras y la población vive en la pobreza. En este paisaje intenta sobrevivir Kotobuki, una ladrona que es perseguida por Raymon, un soldado. Ella decide dejar atrás su pasado y ganarse la vida trabajando. Descubre que la única esperanza de salvar al mundo es encontrar el mítico Tsubasa, un objeto que puede hacer realidad cualquier deseo.
- Datos: Q2947180